# Cladoraphis
Cladoraphis  Franch. é um género botânico pertencente à família Poaceae, subfamília Chloridoideae, tribo Eragrostideae.
São nativas da África.

## Espécies
- Cladoraphis cyperoides (Thunb.) S.M. Phillips
- Cladoraphis duparquetii Franch.
- Cladoraphis spinosa (L. f.) S.M. Phillips